# نقاشی دیجیتال

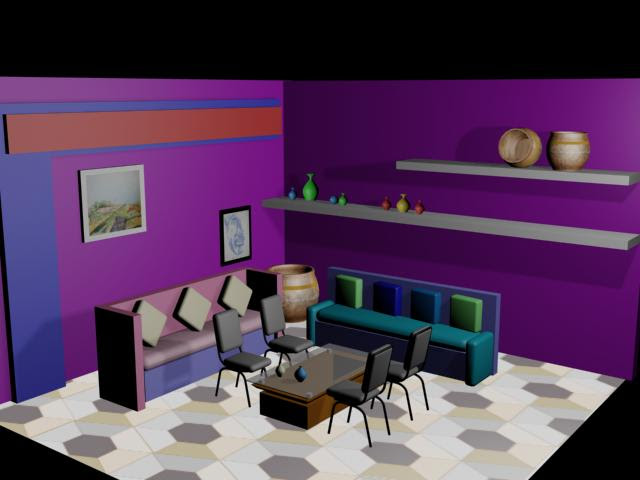
یک ترسیم سه بعدی رایانه‌ای

نقاشی دیجیتالی برای ایجاد یک اثر هنری (نقاشی) به صورت دیجیتالی و یکی از روش‌های ساختن هنر دیجیتالی در رایانه است.
به عنوان روشی برای ایجاد یک شی هنری، این تکنیک توانسته روش‌های نقاشی‌های قدیمی معمولی مثل رنگ روغنی، اکرلیک، جوهری و… را با هم ادغام کند، که بر روی بسترهای نقاشی قدیمی مختلفی مثل پارچه بوم، کاغذ یا پلی استر به وسیله ماشین آلات چاپ که وابسته به نرم‌افزارهای کامپیوتری است چاپ می‌شوند.
این تکنیک به برنامه‌های گرافیکی اشاره دارد که از یک بوم مجازی و جعبه ابزار نقاشی مجازی، رنگ‌ها و دیگر ابزار استفاده می‌کند که این جعبه ابزار شامل مواردی است که به غیر از دنیای مجازی در جای دیگری یافت نمی‌شود، که باعث می‌شود آثار دیجیتالی خلق شده، نگاه و حس کاملاً متفاوتی از آثار ساخته شده قدیمی به بیننده دست دهد.
نرم‌افزارهایی ساخته شده‌اند که برای تولید گرافیک‌های برداری و غیر برداری سودمند هستند.. گونه ای دیگر که مختص نقاشی کردن هستند از جمله می‌توان «کورل پینتر» را نام برد که یک «استودیو نقاشی» را در اختیار هنرمند قرار می‌دهد تا بتواند تمام خلاقیت هنری اش را برای آفرینش بکار بندد. «کورل پینتر» چندین سال پیش توسط کمپانی «کورل» برای نقاشی کردن عرضه شد و نه هیچ کار دیگری. چُنین نرم‌افزارهایی، ماهیت ویژهٔ هنر دارند و در ساخت آنها همهٔ معیارهای علمی و آکادمیک «هنر نقاشی» لحاظ شده‌است.

## ویژگی‌های بصری
ویژگی‌های بصری خاصی که نقاشی‌های دیجیتالی دارند به نرم‌افزارهای استفاده شده آنها بازمی‌گردد که شامل مواردی همچون شفافیت، تقارن، تکرار، بافت تصویر، برجسته کردن و اشکال مختلف مانند دایره‌ها و مربع‌ها و غیره است.
یکی از مواردی که به واسطه نرم‌افزارها به توانایی‌های هنرمند می‌افزاید قابلیت بازگشت به مراحل قبلی طراحی خود است که بدون ایجاد ردی از گذشته می‌توانند تصویر خود را ایجاد کنند. این امر راه را برای ایجاد تصاویر بصری بسیار آسان‌تر از روش‌های فیزیکی می‌کند.
انتخاب برنامه برای نقاشی دیجیتالی بستگی به خصوصیات طرحی دارد که مد نظر هنرمند است و همچنین نوع خروجی که برنامه ارائه می‌کند، و از همین رو طراحان به محیط‌های مختلفی برای ایجاد آثار خود دسترسی دارند که با ویژگی‌های جدیدی مجهز شده‌اند.

## جایگاه نقاشی در هنر دیجیتال
نقاشی دیجیتالی دست کم از پنج جهت در هنر دیجیتالی شناخته شده‌است:
1. هنر تولید شده به وسیله کامپیوتر: که مستقیماً از هوش مصنوعی کامپیوتر و برنامه‌نویسی آن منشأ گرفته‌است، و تصویر ایجاد شده نتیجه یک رشته از صفرها و یک هاست، مثل نوت‌های موسیقی که خودشان به خودی خود موسیقی به حساب نمی‌آیند اما نمادهایی هستند که مشخص می‌کنند موسیقی چگونه نواخته شود.
2. عکس هنری دیجیتالی: از یک عکس آغاز می‌شود که با دستکاری و تغییر شکل و البته به کمک ابزار دیجیتالی به یک تصویر جدید تغییر میابد.
3. پویانمایی دیجیتالی: یک سری از نقاشی‌ها و ترسیم هاست که لزوماً در یک کامپیوتر ساخته نشده‌اند ولی به کمک یک برنامه کامپیوتری دستکاری و ویرایش شده‌اند.
4. ویدئوی دیجیتالی: یک سری از عکس‌ها یا ویدئوها است که به همین روش دیجیتالی دستکاری شده و حرکت داده شده‌اند.
5. نقاشی دیجیتالی سنتی: یک تصویر ساخته شده به همان روش قدیمی که از قلم مو برای نقاشی استفاده می‌شد، اما اینبار با بوم نقاشی و ابزارهای دیجیتالی.[۲]

## تکنیک دیجیتالی

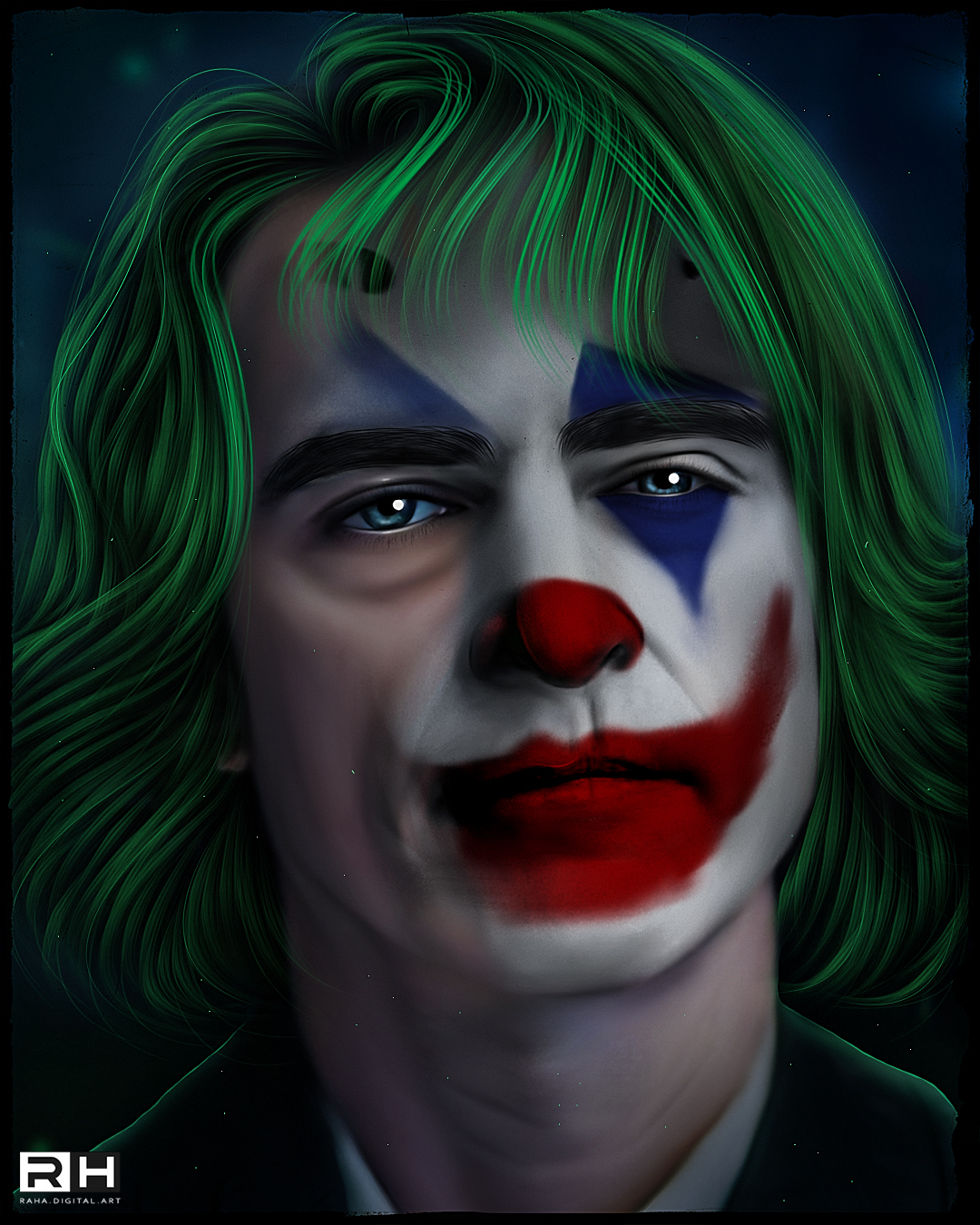
نقاشی دیجیتال جوکر

در نقاشی دیجیتالی، هنرمند با استفاده از تکنیک‌های نقاشی به خلق آثار هنری خود به صورت مستقیم روی کامپیوتر می‌پردازد. تمامی برنامه‌های استفاده شده برای نقاشی دیجیتالی سعی کرده‌اند که از ابزارهای فیزیکی این هنر برای خلق افکت‌های نقاشی استفاده کنند، خصوصاً قلم موهای نقاشی که در بسیاری از برنامه‌ها به صورت دیجیتالی به سبک‌های مختلف قدیمی مثل رنگ روغن، آب رنگ، اکریلیک، پاستل ویا حتی ابزار رنگ پاش مورد استفاده قرار می‌گیرند و همچنین هنرمندان می‌توانند قلم موی خود را از ترکیب بافت تصویری و اشکال مختلف ایجاد نمایند، این توانایی برتری‌های آشکار نقاشی دیجیتالی نسبت به سنتی را نمایان می‌سازد.
نقاشی دیجیتالی در عرصه هنر بسیار رشد کرده‌است، از این هنر بیشتر در طراحی مفهومی فیلم‌های سینمایی و تلویزیونی و بازی‌های ویدئویی استفاده می‌شود.
برخی از نرم‌افزارهای طراحی دیجیتالی عبارتند از Corel Painter, Adobe Photoshop، کریتا، GIMP، و ArtRage. این نرم‌افزارها به کاربران محیطی مشابه یک بوم نقاشی فیزیکی را می‌دهند. از دیگر ابزاری که به رسم تصاویر به کاربران کمک می‌کند تبلتهای گرافیکی هستند که داری صفحه‌ای مسطح و همچنین یک قلم مخصوص هستند که به کاربر این امکان را می‌دهند تا خطوط ترسیم شده خود را مستقیماً به کامپیوتر انتقال دهند و تسلط بیشتری روی طرح خود داشته باشند.
نقاشی دیجیتالی دارای مزایا و همچنین معایبی است، در حالی که به هنرمند این اجازه را می‌دهد تا به راحتی با ابزارهای موجود در برنامه‌ها به صورت آزادانه کار کند اما برخی معتقدند هنوز هم هنرمندان، تسلط بیشتری روی بوم نقاشی که به صورت فیزیکی وجود دارد و قلم مویی که در دست می‌گیرند دارند.
نقاشی دیجیتال با موس شیوه جدیدی است که با نرم‌افزار فتوشاپ و به صورت طراحی بر روی تصویر خام معمولی انجام می‌شود، تا تصویر ساده رو به نقاشی دیجیتال تبدیل نماید